# 14号州际公路
14号州际公路 (Interstate 14，简称I-14)，又被称作“第十四修正案高速公路”（14th Amendment Highway）、墨西哥湾沿岸战略高速公路（Gulf Coast Strategic Highway）以及得克萨斯州中部走廊（Central Texas Corridor），是位于美国得克萨斯州的州际高速公路，沿用现在的190号美国国道（US 190）线路。该公路以美国宪法第十四修正案命名。